# Glaciar Taylor
El glaciar Taylor (del inglés: Taylor Glacier) es un glaciar de la Antártida, de aproximadamente 54 km de longitud, que se extiende por la meseta de la Tierra de Victoria hasta la parte oeste del valle Taylor, al norte de los montes Kukri. Particularmente es conocido por albergar dentro de su territorio a las llamadas Cataratas de Sangre.

## Historia

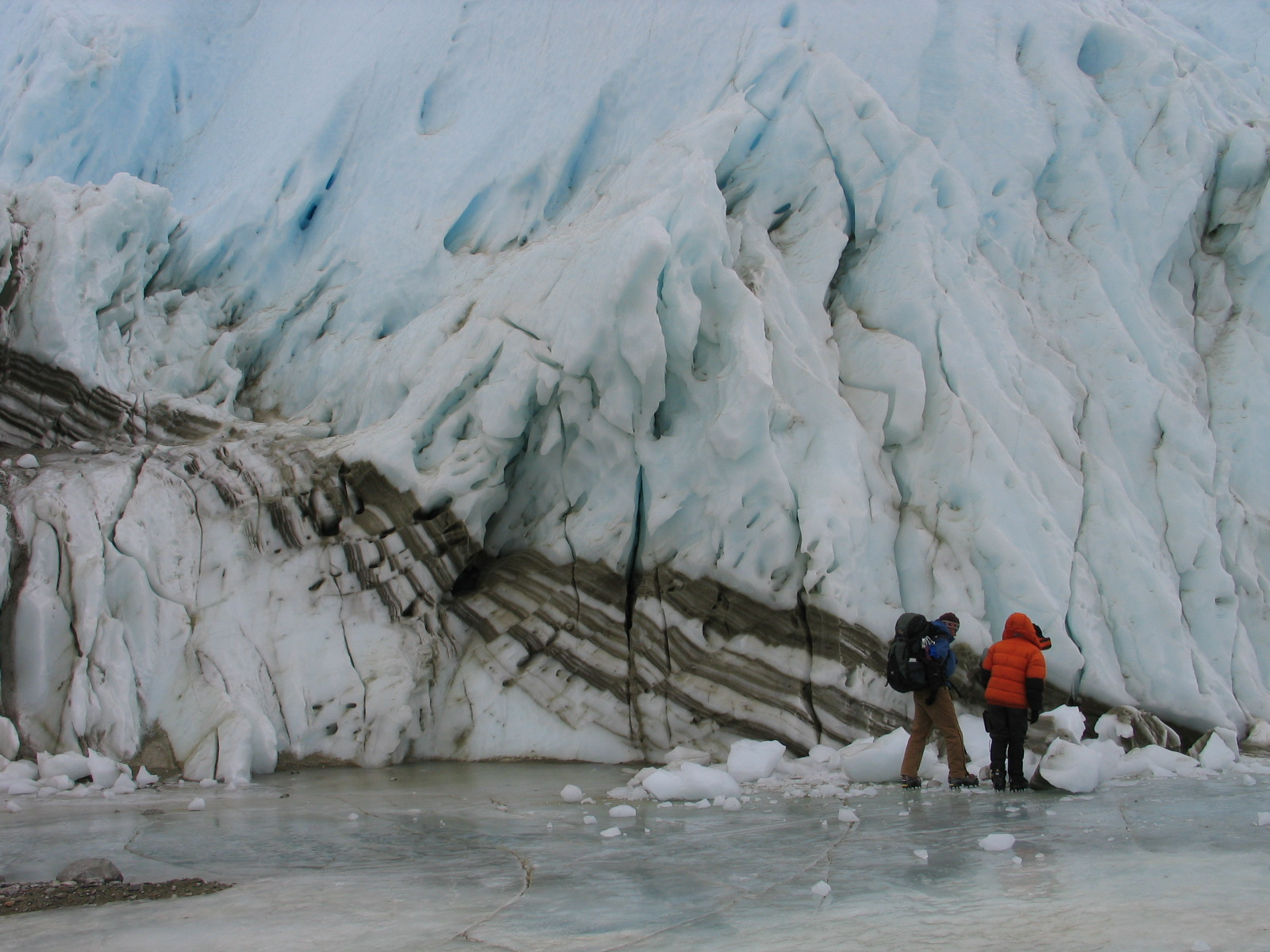
Turistas en el glaciar

Descubierto por la expedición Discovery (1901-04), pensaron entonces que formaba parte del glaciar Ferrar. El equipo oeste de la expedición Terra Nova (1910-13) descubrió que, de hecho, se trataba de un glaciar independiente. Robert Falcon Scott, el capitán de la expedición, nombró el glaciar en honor de  Griffith Taylor, geólogo y líder del equipo oeste.
Más recientemente, el glaciar Taylor ha formado parte de experimentos y mediciones por parte de investigadores de la Universidad de California y de la Universidad de Texas.

## Zona protegida
El lugar fue designado en 2012 como Zona Antártica Especialmente Protegida ZAEP 172 Parte inferior del Glaciar Taylor y cataratas de Sangre, valle Taylor, valles secos de McMurdo, Tierra de Victoria, bajo propuesta y conservación de Estados Unidos.